# 澳大利亞足球協會
澳洲足球協會（英語：Football Australia）是專門管轄澳洲足球事務的組織。該組織成立於1911年，並曾經是大洋洲足球協會的成員。目前，澳洲足球協會已加入國際足協、亞洲足協和東南亞足協。

## 歷史
澳洲足球協會成立於1911年，並成英聯邦足球協會旗下的成員。1921年，該組織於悉尼設立總部。隨後，它們於1956年加入國際足協，卻因非法使用外籍球員而被國際足協於1960年取消其會籍。3年後，國際足協減輕其處罰，澳洲足球協會從而能再次加入這組織。
另一方面，澳洲足球協會先後在1960年、1962年、1972年和1974年四度嘗試申請加入亞洲足協，但都無功而還。最終，澳洲足球協會只能繼續留在大洋洲足協。直至2005年，澳洲足球協會才得償所願。其時，國際足協為提高澳洲的足球水平因而同意澳洲加入亞洲足協。隨後，澳洲足球協會於2006年1月1日正式離開大洋洲足協，並且成為亞洲足協的成員。

## 外部連結
- 國際足協網頁 （页面存档备份，存于）
- 亞洲足協網頁 （页面存档备份，存于）

1. ↑  Michael. .   [2023-10-22]. （原始内容存档于2025-05-12）.